# 夏氏
夏氏，是春秋时期陈国的一支公族。陈宣公之子少西字子夏，所以其后裔以夏氏。
- 陳宣公
- 公子少西，字子夏
- 公孙御叔，字不详
- 夏徵舒，字南
- 夏惠子晉
- 夏禦寇（世本：徵舒生惠子晉，晉生禦寇，禦寇生悼子齧，是徵叔曾孙。）
- 夏悼子齧